# Montreux Jazz Festival
Das Montreux Jazz Festival ist ein jährlich im Juli stattfindendes Musikfestival in Montreux am Genfersee in der Schweiz. Das von Claude Nobs 1967 gegründete Festival öffnete sich bald vielen anderen Musikstilen und wurde zu einem der renommiertesten der Welt. 2013 wurde der Nachlass zum Montreux Jazz Festival in das Weltdokumentenerbe-Register der Unesco aufgenommen.

## Geschichte

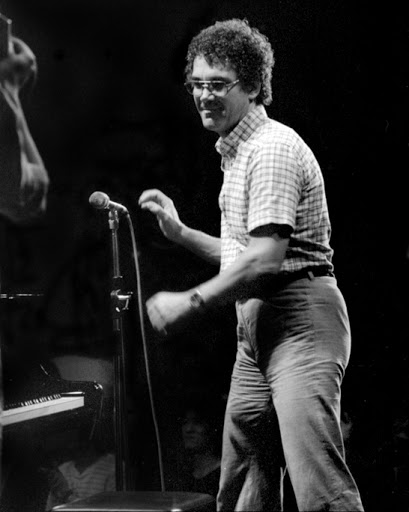
Claude Nobs, der langjährige Leiter des Festivals (1978)

Der erste Austragungsort des Festivals, das alte Casino

Das Festival wurde 1967 vom Kulturmanager Claude Nobs, dem Journalisten und Saxophonisten René Langel (1924–2021) und dem Pianisten Géo Voumard gegründet. Es war das erste Jazzfestival der französischsprachigen Schweiz, während es solche in anderen Ländern bereits gab (etwa das Monterey Jazz Festival). Zur ersten Ausgabe konnte Nobs gleich namhafte Künstler gewinnen, die bei der Plattenfirma Atlantic Records unter Vertrag waren: den Saxophonisten Charles Lloyd und seine Band, in der Keith Jarrett – ein damals noch kaum bekannter Pianist – mitwirkte. 1967 spielten 14 Jazzorchester, von welchen zwölf von nationalen Radioanstalten selektioniert worden waren. Dank den Medienpartnerschaften wurden die Konzerte von Anfang an aufgezeichnet und sorgten für eine breite Berichterstattung bis in die USA. Diese Aufnahmen dienten auch der Veröffentlichung auf Tonträgern. Auch von Anfang an gab es ein Rahmenprogramm mit Jamsessions, eine Fotoausstellung, eine Plattenbörse oder Filmvorführungen. Und es wurden verschiedene Preise verliehen, die von der Stadt Montreux, den Radioanstalten und Musikkritikern der Fachpresse gestiftet worden waren.

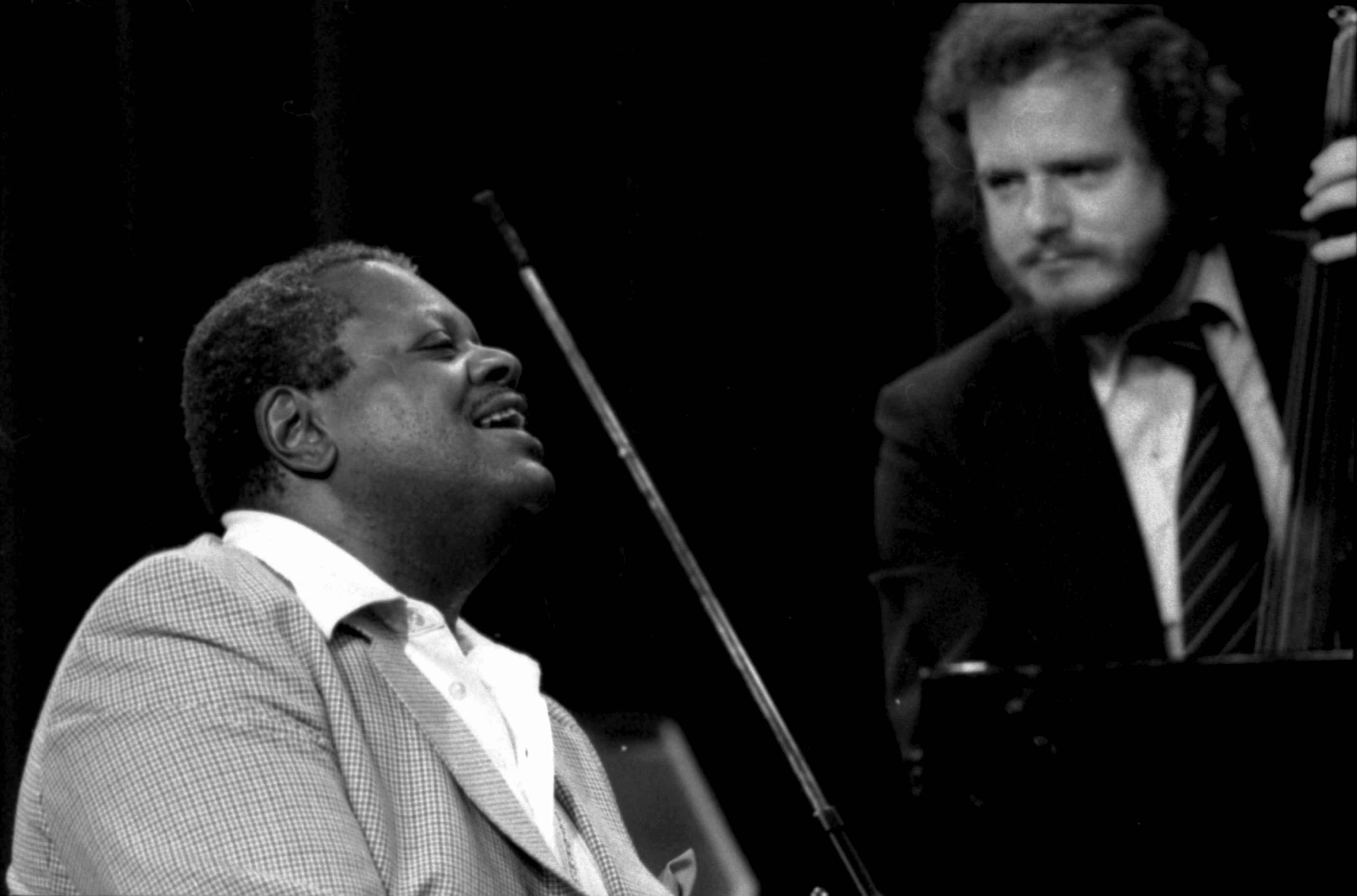
Oscar Peterson und Niels-Henning Ørsted Pedersen (1979)

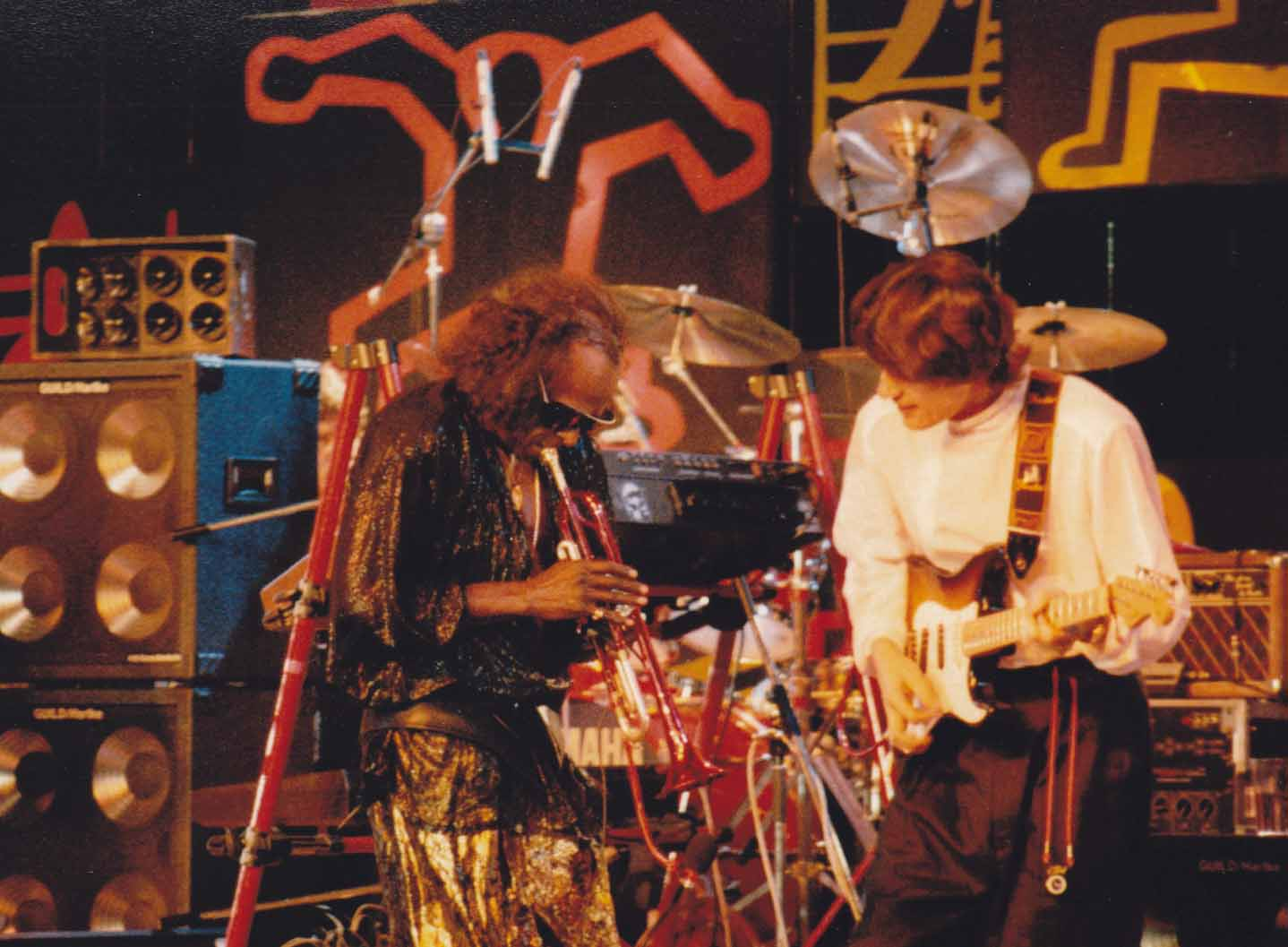
Miles Davis und Robben Ford (1986)

Unter der Leitung von Claude Nobs, des damaligen stellvertretenden Direktors des Tourismusvereins von Montreux, entwickelte sich das Montreux Jazz Festival bald zu einem bekannten Musikfestival in Europa. 1973 wurde Claude Nobs zum Direktor der WEA Records ernannt, in der die Labels Warner, Elektra und Atlantic zusammengefasst waren. Nobs behielt die strategische Leitung des Festivals bis zu seinem Tod 2013. Danach ging die Leitung an seinen designierten Nachfolger Mathieu Jaton.
Jazzmusiker wie Les McCann, Ella Fitzgerald, Aretha Franklin, Nina Simone, Count Basie, Charles Lloyd (der auch seine zweite Karriere im Quartett mit Michel Petrucciani auf dem 16. Festival von Montreux 1982 startete), Art Blakey, Dexter Gordon, Oscar Peterson, Monty Alexander, Herbie Hancock, Lionel Hampton, Lester Bowie, Wynton Marsalis, Randy Brecker, Carmen McRae, Pat Metheny, Pasadena Roof Orchestra, Gil Evans (1974), Keith Jarrett, Sade Adu u. a. pilgerten viele Sommer zu ihren teilweise einzigen Europaauftritten nach Montreux.
Zwar deutet der Name auf den programmatischen Schwerpunkt Jazz hin, aber auch Musiker aus dem Rock- und Popbereich traten auf, wie beispielsweise: Andy Summers, Albert King, Audioslave, Carlos Santana, Deep Purple, Etta James, Frank Zappa, George Benson, Herbert Grönemeyer, James Brown, Jethro Tull, Joe Cocker, John Lee Hooker, Johnny Cash, Keziah Jones, Led Zeppelin, Leonard Cohen, Marianne Faithfull, Marvin Gaye, Mike Oldfield, Miss Kittin, Motörhead, Muse, Nina Corti, Ofra Haza, Paolo Conte, Peter Tosh, Phil Collins, Prince, Queens of the Stone Age, Radiohead, Ray Charles, Roberta Flack, Rory Gallagher, Simon & Garfunkel, Simply Red, Sonic Youth, Stevie Ray Vaughan, Talk Talk, The Busters, The Hacker, The Moody Blues, The New Power Generation, Toto und Van Morrison. Für einige Jahre in den 1970er-Jahren verzichtete die Veranstaltung auf das Wort «Jazz» und firmierte als «Montreux International Festival.»

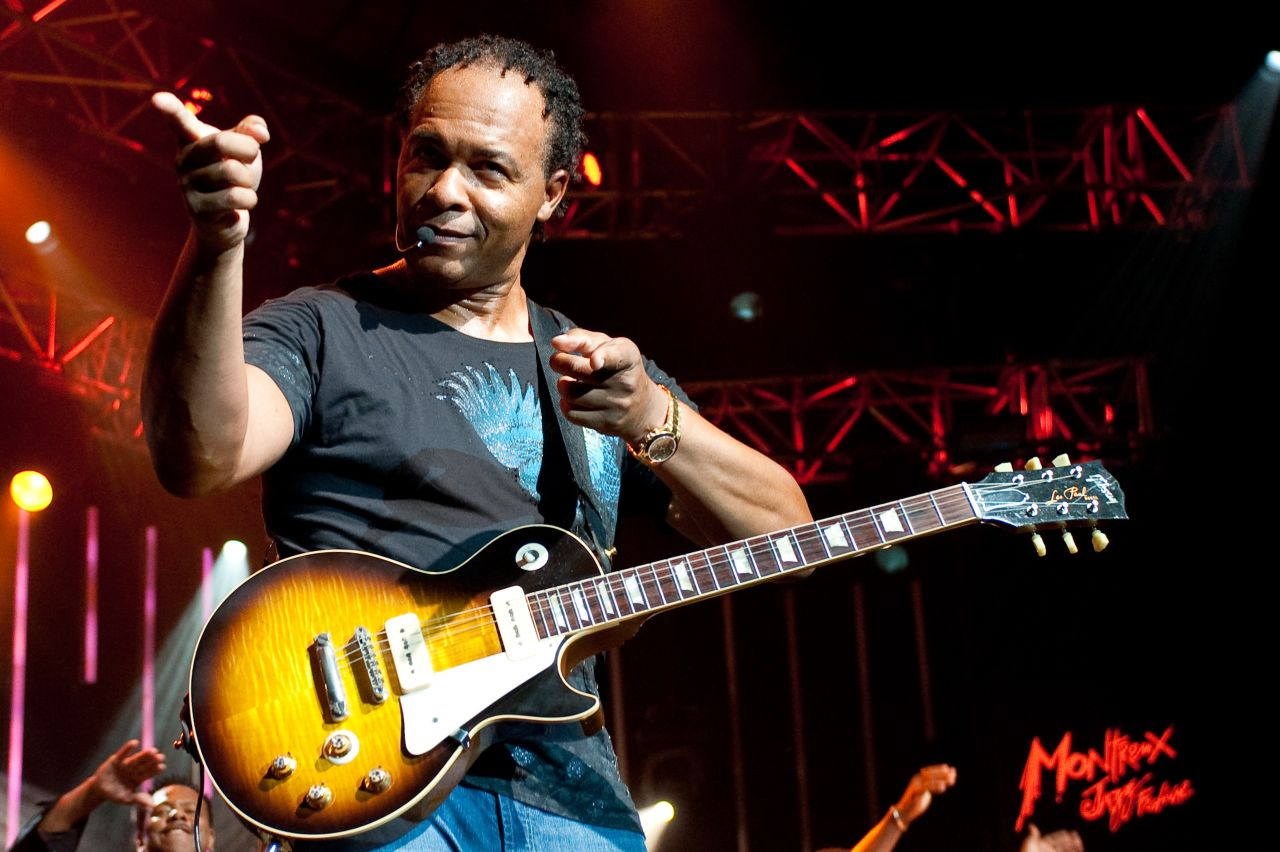
Ray Parker Jr. (2009)

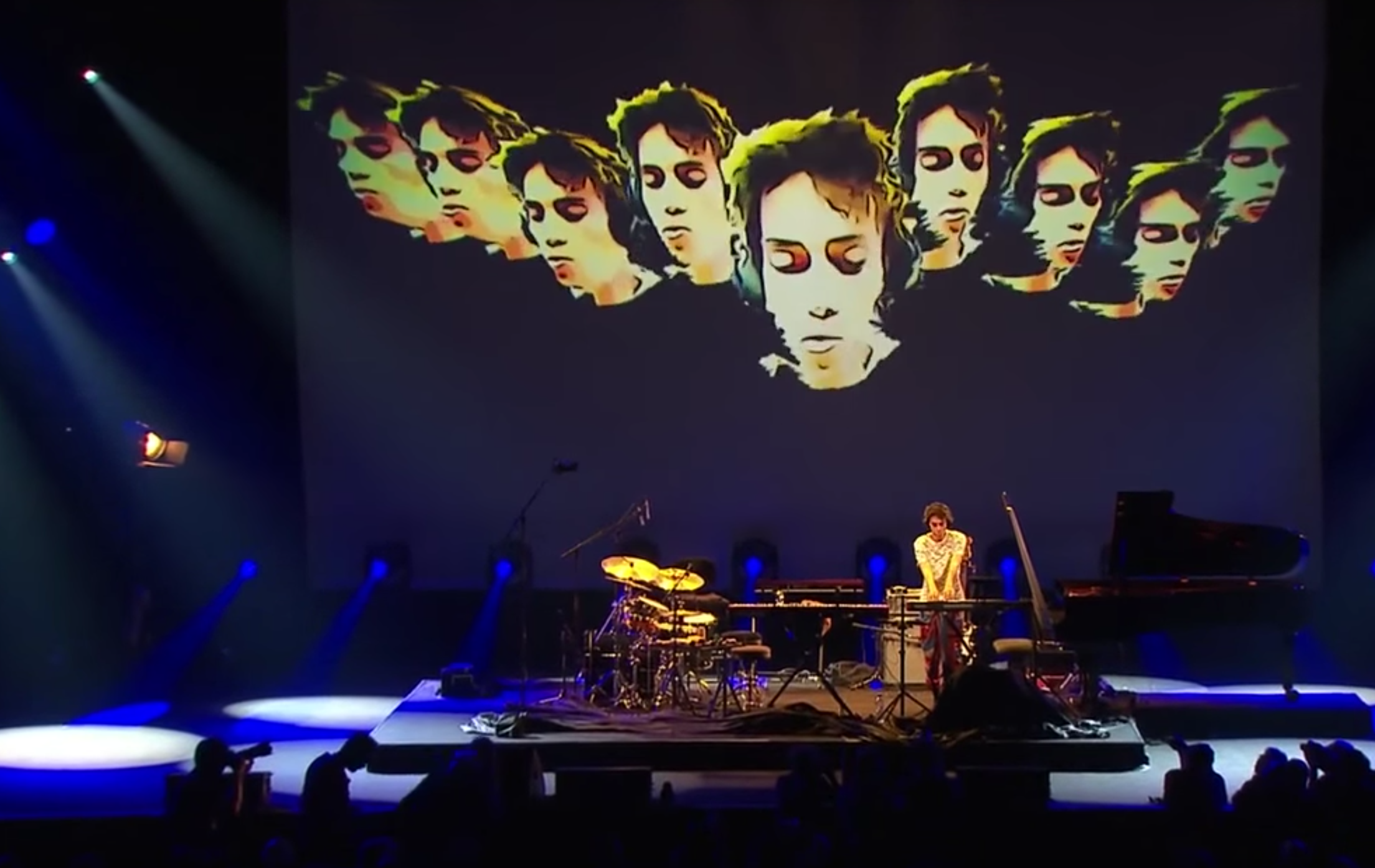
Jacob Collier (2016)

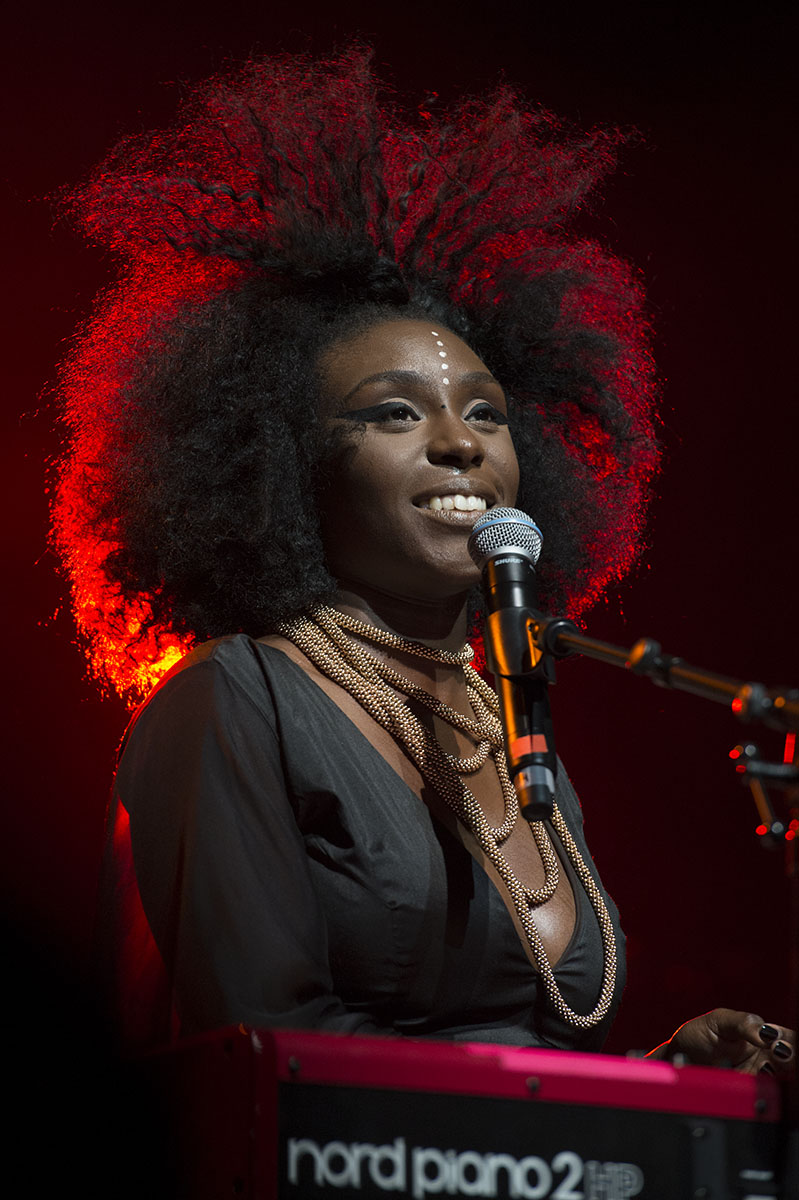
Laura Mvula (2014)

Mittlerweile kamen internationale Jazz-, Rock- und Popgrössen sowie regionale und lokale Musiker zum offiziellen Festivalprogramm, seit 1988 im Auditorium Stravinski und in der Miles Davis Hall, aber auch zum umfangreichen Off-Festival auf insgesamt 17 Bühnen, darunter zeitweise auch zwei Dampfer. Das Festival für Rock und Pop zu öffnen, sei umstritten gewesen.
Das erste Festival dauerte nur drei Tage. Es vergrösserte sich Jahr für Jahr, bis es 1977 seine Rekordlänge mit 23 Tagen erreichte. Inzwischen etablierte sich das Programm, das jährlich über 200’000 Besucher nach Montreux lockt, bei etwa 16 Tagen. Das Festival hat stark vom Sponsoring der Plattenfirmen (wie etwa Pablo Records) profitiert, für die es eine wichtige Quelle für Live-Aufnahmen war und die in speziellen Konzerten die Künstler ihres Labels vorstellten. So konnte Norman Granz in den 1970er-Jahren an seine früheren Erfolge mit der Reihe Jazz at the Philharmonic mit der Organisation von Jazz-at-Montreux-Konzerten im Jamsession-Stil anschliessen, die auch auf Ton- und Bildträgern vermarktet wurden, unter anderem mit Count Basie, Ella Fitzgerald, Oscar Peterson, Milt Jackson, Roy Eldridge, Benny Carter, Mary Lou Williams, Ray Bryant und Ray Brown.
Im Zeitraum 1980 bis 1991 gab es einen Austausch mit dem Detroit International Jazz Festival, damals Montreux Detroit Jazz Festival genannt; dort traten der Gewinner des damaligen Bandwettbewerbs des Festivals von Montreux sowie Musiker aus der Schweiz auf.
Das Eröffnungskonzert des Jazzfestivals am 30. Juni 2006 fand zu Ehren des türkischen Jazzproduzenten Nesuhi Ertegün und seines Bruders statt, des Gründers von Atlantic Records, Ahmet Ertegün. Nesuhi Ertegün war für Claude Nobs ein wichtiger Türöffner und Förderer.
2023 fand das Festival vom 30. Juni 2023 bis zum 14. Juli 2023 statt. Als Top-Acts wurden Bob Dylan, Simply Red, Morcheeba und Ilira angekündigt.

## Plakate und Logo
Seit 1967 wird die Gestaltung eines offiziellen Posters internationalen Kunstschaffenden anvertraut, die hierfür eine Carte blanche erhalten. Die Plakate sind fast in jedem Jahr wieder komplett anders und damit Zeugen für visuelle Trends ihrer Zeit. Auch mit diesem Werbemittel leistet das Festival alljährlich einen Beitrag zur Kunstgeschichte.
Seit Beginn der 1980er-Jahre kümmerte sich Pierre Keller (* 1945, † 2019), ehemaliger Direktor der kantonalen Kunstschule in Lausanne, um die Plakate. Ihr Verkauf trägt zu den Einnahmen der Veranstaltung bei.
Das Logo des Festivals ist ein Element des Plakats aus dem Jahr 1982 von Jean Tinguely, der den Auftrag erhalten hatte, ein Festival zu zeichnen.
Unter den Kunstschaffenden, welche die Plakate gestaltet haben, waren Keith Haring 1983 alleine und 1986 zusammen mit Andy Warhol, Niki de Saint Phalle (1984), Shigeo Fukuda (1985), Nicola De Maria (1988), Max Bill (1990), Tomi Ungerer (1993, 2009), Ted Scapa (2003), Burton Morris (2004), Julian Opie (2006), Yoann Lemoine alias Woodkid (2014), Malika Favre (2017) und Camille Walala (2022). Immer wieder erhielten auch Schweizer Künstler die Möglichkeit, ein Plakat zu gestalten, wie Bernhard Luginbühl (1990), Rolf Knie (1996), Zep (2005), John M. Armleder (2008) oder Sylvie Fleury (2015). Selten finden sich Fotografien auf den Plakaten wie auf demjenigen aus dem Jahr 2012 von Greg Gorman oder dem ersten Plakat von Giuseppe Pino (1967).
In den 1990er-Jahren betraute Claude Nobs zwei Mal Musiker mit der Gestaltung des Plakats: David Bowie 1995 und Phil Collins 1998. Diese Plakate wurden von Pierre Keller kritisiert.
Aufgrund der pandemiebedingten Absage des Festivals 2020 veranstaltete die Organisatoren in dem Jahr und im Folgejahr einen Poster-Wettbewerb.

## Konzertlokale

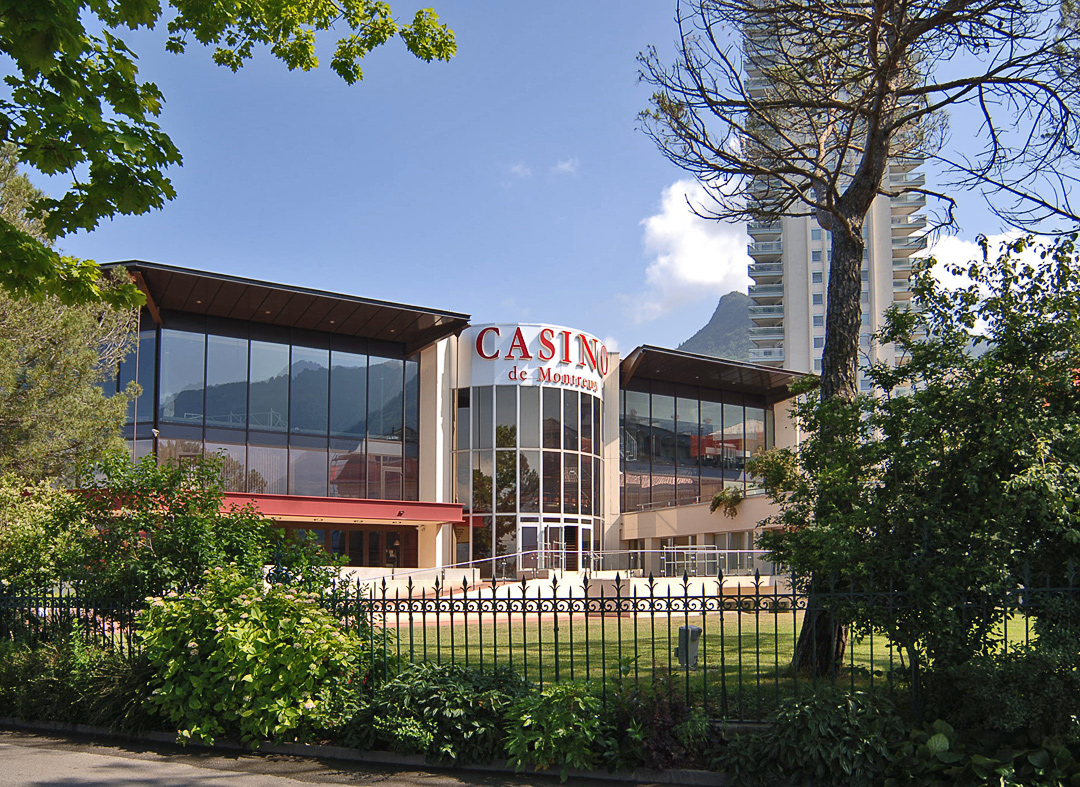
Das neue Casino, ab 1975 Austragungsort

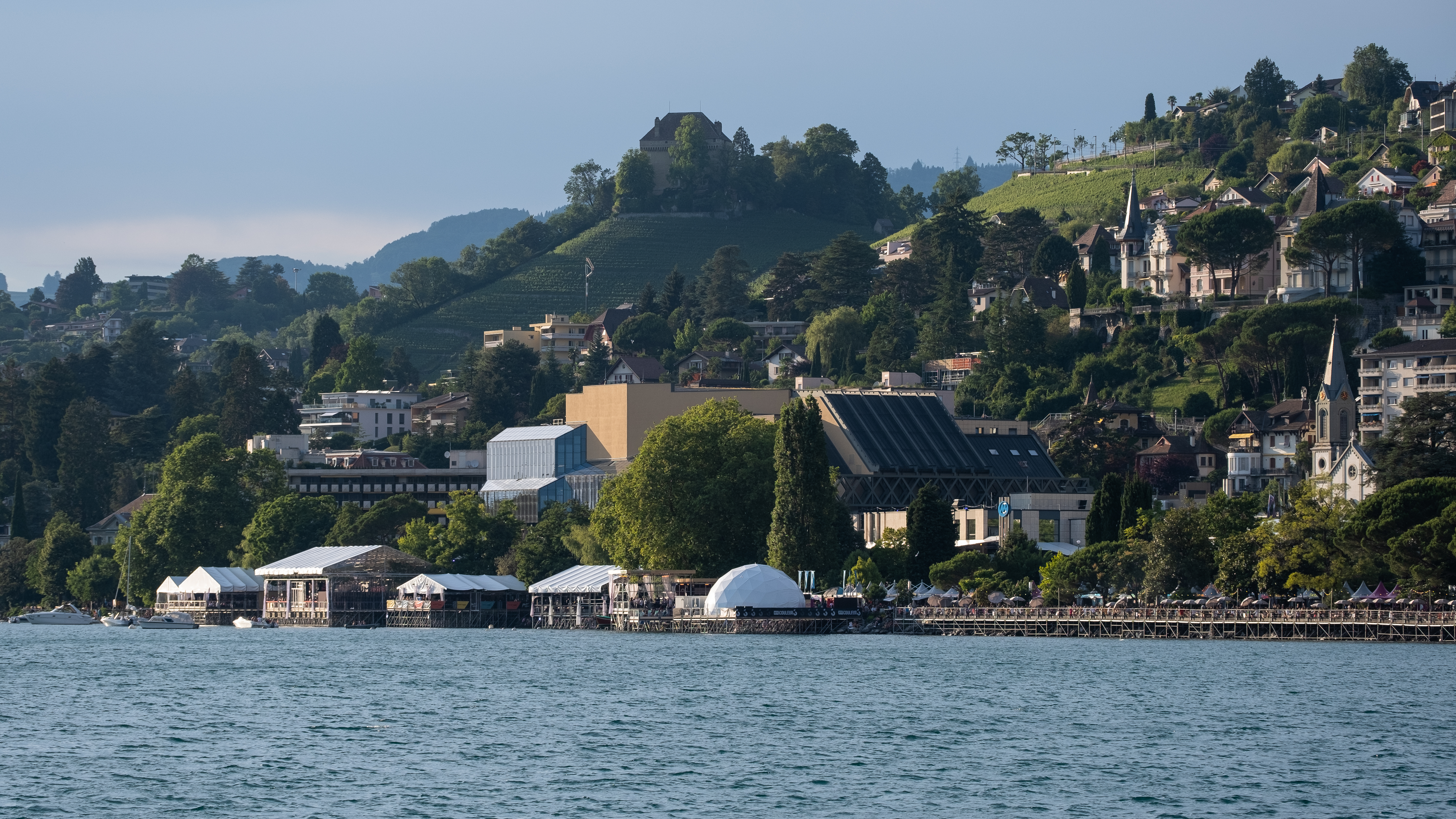
Das Montreux Music & Convention Centre

Das Festival fand zuerst im Casino von Montreux statt, das im Dezember 1971 während eines Auftritts von Frank Zappa abbrannte – wie im Song Smoke on the Water von Deep Purple beschrieben. Das Festival wurde darauf in anderen Sälen in Montreux abgehalten, bis es 1975 in das wieder aufgebaute neue Casino zurückkehren konnte.
Das Festival wuchs weiter, und 1993 zog es in das grössere Montreux Music & Convention Centre um. Von 1995 bis 2008 wurde sowohl das Kongresszentrum als auch das Casino genutzt. Seit 2007 finden die abendlichen Auftritte der Hauptdarsteller wieder hauptsächlich im Montreux Musique & Convention Centre statt. Das Casino beherbergte immer noch gelegentlich einzelne Shows.
Seit 2007 verfügt das Kongresszentrum über zwei Hauptbühnen, das Auditorium Stravinski mit einer Kapazität von 3.500 Plätzen und die Miles Davis Hall mit einer Kapazität von 1.800 Plätzen. Zudem werden noch das kleinere Montreux Jazz Café und mehrere kleinere Open-Air-Bühnen rund um das Zentrum genutzt.

## Unternehmen und Mitarbeit von Freiwilligen
Für das Jahr 2008 werden im Handbuch Musikszene Schweiz folgende Eckdaten für das Festival festgehalten: Auditorium Stravinsky zu 93 Prozent ausgelastet, Eintrittspreise pro Abend mit drei auftretenden Bands 90 bis 220 Franken, Miles Davis Hall zu 80 Prozent ausgelastet, Eintrittspreise im Durchschnitt 75 Franken, total verkaufte Billetts: 87'000, geschätzte Gesamtbesucherzahl, inklusive Off-Festivals 220'000, Budget 18 Mio. Franken.
2013 betrug das Jahresbudget des Festivals 25 Mio. Franken. Das Unternehmen zählte 25 Vollzeitangestellte, zu denen während des Festivals mehr als 1000 weitere Angestellte und freiwillige Helfer kamen. Einen Teil des Erfolges verdankt das Festival seinen freiwilligen Helferinnen und Helfern. Diese erhalten für ihre Arbeit eine begrenzte Entschädigung (1997 waren es zwischen 15 und 50 Franken pro Tag) und konnten alle Konzerte gratis besuchen. Das Festival hat einen ökonomischen Einfluss nicht nur auf Montreux, sondern die ganze Region. 2014 gingen 60'000 Übernachtungen auf das Konto des Festivals. Das waren gemäss Bundesamt für Statistik knapp ein Viertel der Übernachtungszahlen der gesamten Genferseeregion im Juli dieses Jahres.
Im Lauf der Zeit änderte sich das Festivalverhalten der neuen Generationen. Die Organisation passte sich dem an und investierte mehr in den Gratisbereich. 2022 generierte dieser Bereich über die Konsumationen rund 80 Prozent der Einnahmen.

## Rezeption

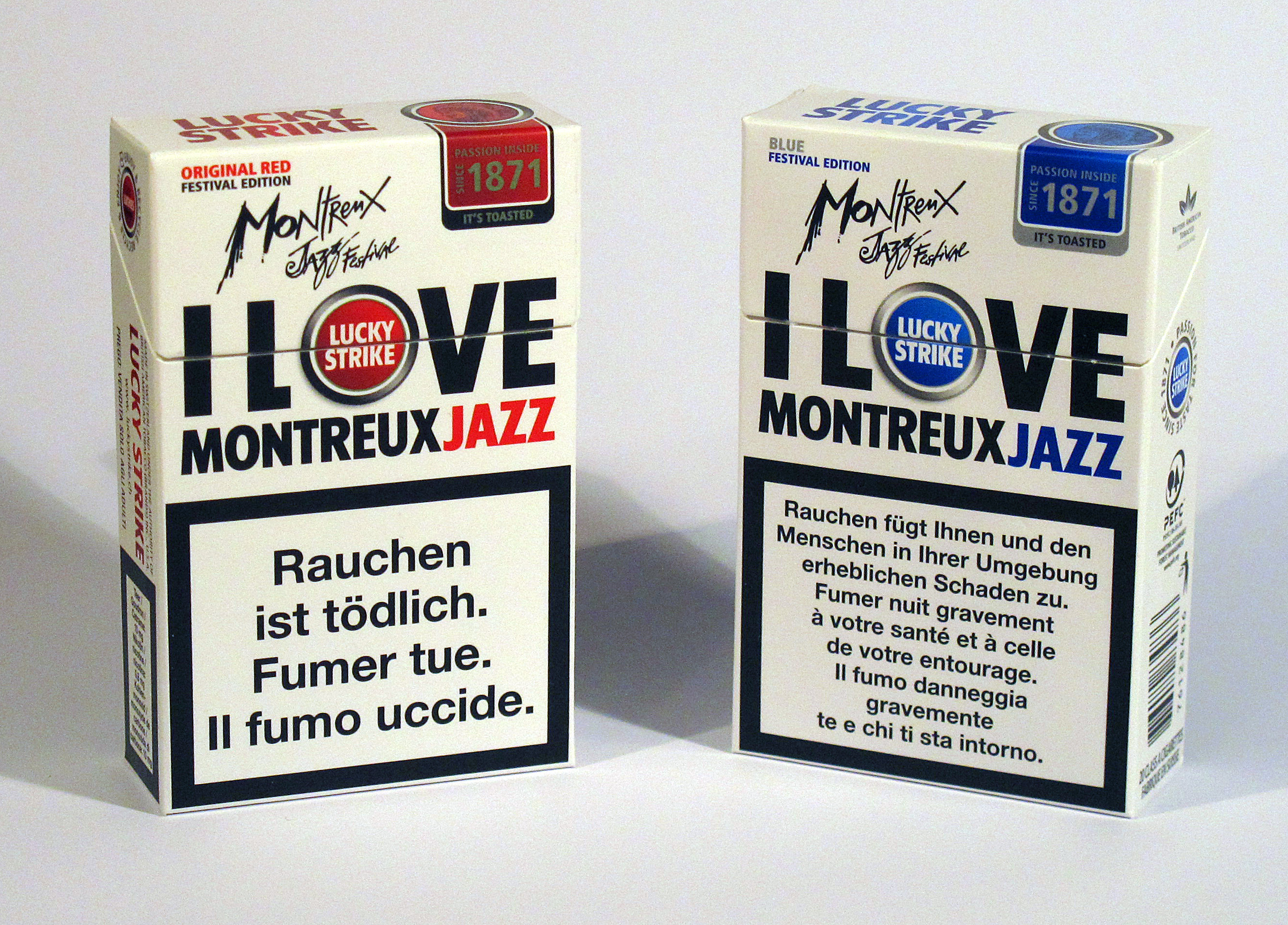
Zigarettenpackung, special edition für das Montreux Jazz Festival 2012, gesponsert von der British American Tobacco (BAT)

Der Charme des von Kritikern gelegentlich als «Supermarkt» bezeichneten Programms liegt in der Fülle und Parallelität von Jazz, Pop, Rock, Weltmusik, insbesondere aus Brasilien. Die gegenüber der konservierten Musik grösseren Freiheitsgrade bei Liveauftritten in Montreux und die verbindende Kommunikationsfreude des Festivalleiters Claude Nobs verleiten auch Stars hin und wieder zu musikalischen Grenzgängen und stilübergreifenden Jamsessions. Einige sind auf Plattenaufnahmen dokumentiert wie beispielsweise auf Casino Lights – Live at Montreux (Warner, 1982) oder schrieben Musikgeschichte, wie der gemeinsam von Queen und David Bowie bei einer Jam-Session entstandene Song Under Pressure.
Gemäss dem Handbuch Musikszene Schweiz wird dem Festival mitunter vorgeworfen, es sei zu einem «kommerziellen Event geworden, in dem den Sponsoren, Medienpartnern und Verkäufern von Luxusartikeln eine grössere Bedeutung zuwachse als der Musik selbst.» In den Vorräumen der Konzertsäle glaube man sich durch eine Duty-free-Zone eines Flughafens zu bewegen. Ein gebe «unmittelbares Nebeneinander von Konsumkultur und engagierter Musik».
Kritik rief 2012 der Auftritt des aserbaidschanischen Erdölkonzerns SOCAR als einer der Hauptsponsoren hervor.

## In Montreux entstandene Aufnahmen (Auswahl)
Von Beginn weg wurden viele Konzerte des Montreux Jazz Festivals in voller Länge aufgezeichnet. Daraus ist ein Ton- und Filmarchiv entstanden, das Aufnahmen von über 4000 Bands umfasst, die in den letzten 40 Jahren in Montreux aufgetreten sind. Diese Sammlung des Festivals wurde 2013 in das Weltdokumentenerbe der Unesco aufgenommen.
Unter den veröffentlichten Aufnahmen sind:
- Bill Evans Trio: At the Montreux Jazz Festival, Verve (Montreux 1968)
- Clark Terry: Clark Terry International Festival Band At the Montreux Jazz Festival, Polydor (Montreux 1969)
- Les McCann, Eddie Harris: Swiss Movement (Montreux 1969, mit ihrem Hit Compared to What), sowie Les McCann Live at Montreux (Montreux 1972, ed. 2004)
- Charles Mingus: Live at Montreux 1975 (DVD 2004, CD 2018)
- Sun Ra & His Cosmo Swing Arkestra: Live at Montreux (Saturn Research, 1976; Inner City Records 1977)
- Monty Alexander Trio: Montreux Alexander – Live! (MPS/Verve, 1976)
- Oscar Peterson: The Oscar Peterson Big 6 at Montreux Pablo 1976 (rec. Montreux 1975)
- Oscar Peterson: Montreux ’77 (mit Ray Brown, Niels-Henning Ørsted Pedersen)
- Elis Regina: Um Dia – Live at Montreux Jazz Festival (1979)
- Marvin Gaye: Live in Montreux 1980 (Veröffentlichung 2003)
- Chick Corea: Live in Montreux 1981 (mit Joe Henderson, Roy Haynes, Gary Peacock)
- Mike Oldfield: Live at Montreux (1981)
- Charles Lloyd: Montreux 1982 (mit Michel Petrucciani, Palle Danielsson, Sonship Theus)
- Mink DeVille: Live at Montreux 1982, DVD
- Miles Davis: Human Nature (Montreux 1985)
- Eric Clapton: Live at Montreux 1981 (DVD 2006)
- Joe Cocker: Live at Montreux 1987, DVD
- João Gilberto: Live in Montreux 1988 (Grammy)
- Miles Davis, Quincy Jones: Miles & Quincy Live at Montreux (1991), Warner (mit seinen alten Gil-Evans-Erfolgen und dessen Orchester, zwei Monate vor dem Tod von Davis) (auch als Film, Warner Brothers 1993 und The complete Miles Davis at Montreux 1973–1991, Warner)
- Ringo Starr: Ringo Starr and His All Starr Band Volume 2: Live from Montreux 1992 (CD 1993)
- Chick Corea, Gary Burton: Live at Montreux 1997, DVD, Edel Records
- die Reihe Norman Granz’ Jazz at Montreux, eine Reihe von acht DVDs bei Eagle Records/Edel Contraire (Oscar Peterson, Ella Fitzgerald, Count Basie u. a.)
- Willy DeVille: Live at Montreux 1994, DVD
- The Busters: Live in Montreux 1995
- Jamiroquai: Live at Montreux 2003, DVD, 2007
- Status Quo: Pictures – Live at Montreux, DVD/Blu-ray, 2009
- B. B. King: Live at Montreux 1993, DVD
- B. B. King: The Montreux Dream & B.B. King – Montreux Workshop, DVD, 1999
- Talk Talk: Live at Montreux 1986, DVD, 2008
- Gary Moore: Gary Moore & The Midnight Blues Band – Live at Montreux, DVD, 1990
- Gary Moore: The Definitive Montreux Collection: Live at Montreux (2 DVDs, Konzerte von 1990, 1995, 1997, 1999 und 2001)
- Rory Gallagher: The Definitive Montreux Collection: Live at Montreux (2 DVDs, Konzerte von 1975, 1977, 1979, 1985 und 1994)
- Phil Collins: Live at Montreux 2004, Blu-ray
- Deep Purple: Live in Montreux  2011, DVD
- Santana: Live in Montreux  2011, DVD
- Herbert Grönemeyer: Live in Montreux  2012, DVD
- Alanis Morissette: Live in Montreux  2012, Blu-ray
- ZZ Top: Live in Montreux 2013, Blu-ray

## Listen auftretender Bands einzelner Jahre
- Montreux Jazz Festival 1967
- Montreux Jazz Festival 1968
- Montreux Jazz Festival 1969
- Montreux Jazz Festival 1970
- Montreux Jazz Festival 1971
- Montreux Jazz Festival 1972
- Montreux Jazz Festival 1973
- Montreux Jazz Festival 1974